# Hôtel Au Vieux Morvan
 (août 2018).
 (mars 2015).
Si vous disposez d'ouvrages ou d'articles de référence ou si vous connaissez des sites web de qualité traitant du thème abordé ici, merci de compléter l'article en donnant les références utiles à sa vérifiabilité et en les liant à la section « Notes et références ».
L’hôtel Au Vieux Morvan est un hôtel-restaurant gastronomique de Château-Chinon, dans le Morvan, dans le département de la Nièvre, en Bourgogne-Franche-Comté. Le président de la république François Mitterrand (1916-1996) est historiquement lié à ce lieu.

## Historique
Au début du XXe siècle, l'établissement est la Maison Guyot-Dechaux - Café des Arts.
Après la Seconde Guerre mondiale, l’hôtel restaurant deux-étoiles familiales était détenu par deux sœurs et leurs époux, Bernard et Raymonde Menuel et Jean et Ginette Chevrier. Après avoir fait ses classes comme maître d'hôtel au palais de l'Élysée, Jérôme Menuel, petit-fils des copropriétaires d'origine, a repris l'affaire en 2002 et l'a modernisée.

### François Mitterrand

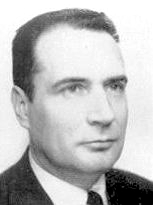
François Mitterrand en 1959.

Originaire de Jarnac en Charente, François Mitterrand découvre la Nièvre en 1944, durant la Seconde Guerre mondiale, au cours de ses activités de chef de son réseau de résistance intérieure française (origine historique de François Mitterrand dans la Nièvre) avec sa future épouse Danielle Gouze, alors âgée de dix-sept ans.
Mais c'est par hasard, lors des législatives de 1946 sous les couleurs de l'UDSR, et sans connaissance locale, qu'il y est « parachuté », pour ce petit parti charnière, c'est-à-dire classé au centre. Il fut élu et ne quitta la Nièvre qu'après son accession à l'Élysée.
François Mitterrand reste profondément et symboliquement attaché à l'Hôtel du Vieux Morvan durant toute sa vie et sa carrière politique, jusqu’à la vente de l’établissement en 1986. Tout comme il conserve toute sa vie des liens profonds avec sa ville et région d'adoption : « la Nièvre est le pays de ma vie ». Ne logeant jamais à son adresse officielle à Château-Chinon, et devenu grand ami des propriétaires, Mitterrand loue durant toute sa carrière politique à chaque fois qu'il vient la chambre 15. Il passe au Vieux Morvan les soirées électorales l'ayant conduit aux mandats de :
- député de la Nièvre de 1946 à 1958 puis de 1962 à 1981 ;
- sénateur de la Nièvre de 1959 à 1962 ;
- maire de Château-Chinon de 1959 à 1981 ;
- conseiller général puis président du conseil général de la Nièvre de 1964 à 1981 ;
- Président de la République française en 1981.

La chambre 15, modernisée depuis, est à ce jour très demandée par les « mitterrandophiles » de passage.